# Ganskiy (cràter)

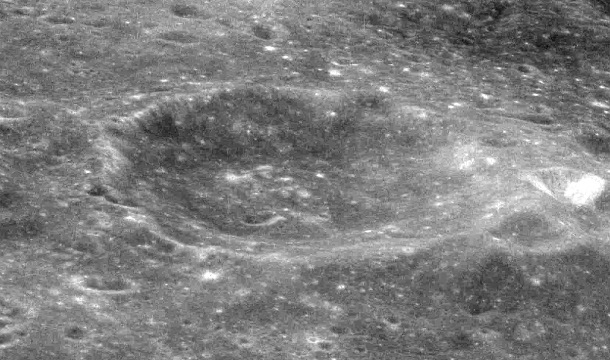
Fotografia de la missió Apol·lo 8

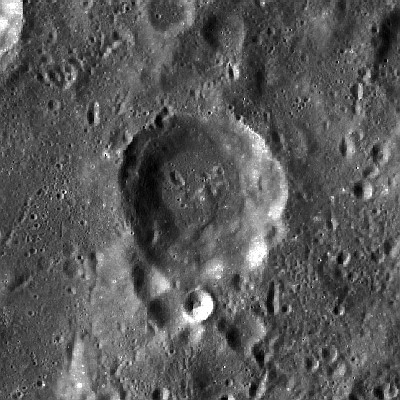
Fotografia de la missió Lunar Reconnaissance Orbiter

Ganskiy és un cràter d'impacte que es troba a la cara oculta de la Lluna, al sud-est de la plana emmurallada del cràter Hirayama, i a l'oest del gegantesc cràter Pasteur.
La vora d'aquest cràter és aproximadament circular, amb una lleugera aparença hexagonal. Presenta un cert desgast al llarg de la vora, sobretot al sud-oest, on un parell de petits cràters es troben al costat de la vora. Els costats interiors són normals, i el sòl interior és relativament pla, amb una lleuger elevació al sud del punt mitjà. Un cràter petit es localitza prop de la paret interior occidental.
El nom d'aquest cràter a vegades apareix escrit com "Ganskij", "Hansky" o "Hanskiy".

## Cràters satèl·lit
Per convenció, aquests elements són identificats als mapes lunars posant la lletra al costat del punt mitjà del cràter que està més prop de Ganskiy.
|         | \| Ganskiy \| Coordenades \| Diàmetre \| \| ------- \| ------------------------------------ \| -------- \| \| F \| 9° 36′ S, 99° 00′ E / 9.6°S,99.0°E \| 9 km \| \| H \| 10° 42′ S, 99° 42′ E / 10.7°S,99.7°E \| 21 km \| \| K \| 12° 30′ S, 98° 24′ E / 12.5°S,98.4°E \| 13 km \| \| M \| 12° 00′ S, 97° 06′ E / 12.0°S,97.1°E \| 14 km \| \| S \| 10° 12′ S, 94° 42′ E / 10.2°S,94.7°E \| 22 km \| |          |
| Ganskiy | Coordenades | Diàmetre |
| F       | 9° 36′ S, 99° 00′ E / 9.6°S,99.0°E | 9 km     |
| H       | 10° 42′ S, 99° 42′ E / 10.7°S,99.7°E | 21 km    |
| K       | 12° 30′ S, 98° 24′ E / 12.5°S,98.4°E | 13 km    |
| M       | 12° 00′ S, 97° 06′ E / 12.0°S,97.1°E | 14 km    |
| S       | 10° 12′ S, 94° 42′ E / 10.2°S,94.7°E | 22 km    |